# Почесні громадяни Бучі
Нижче наведений список почесних громадян Бучі.

## Почесні громадяни
1. 2001-10-14 Шевчук Микола Полікарпович — директор Ірпінської Української гімназії
2. 2001-10-14 Михайленко Микола Григорович — головний лікар Бучанської поліклінніки
3. 2001-10-14 Борсук Ніна Петрівна — педагог, «Відмінник народної освіти»
4. 2001-10-14 Тюменцев-Хвиля Михайло Васильович — краєзнавець, співробітник музею
5. 2002-03-25 Омельченко Олександр Олександрович — президент Асоціації міст України, Голова Київської державної адміністрації, Київський міський голова
6. 2002-10-12 Галуненко Олександр Васильович- Заслужений льотчик-випробувач, помічник Генерального конструктора АНТК з льотних питань, перший Герой України, якому був вручений орден «Золота Зірка». Живе в Бучі[2].
7. 2002-10-12 Царенок Ніна Федорівна — вчитель, «Відмінник народної освіти України»
8. 2003-10-12 Панченко Любов Михайлівна — художниця-вишивальниця
9. 2003-10-12 Кондратюк Василь Григорович — колишній Бучанський селищний голова
10. 2003-10-12 Мостовий Володимир Павлович — головний редактор тижневика «Дзеркало тижня»
11. 2004-10-02 Наконечний Михайло Петрович — директор Бучанської школи-інтернат
12. 2004-10-02 Науменко Володимир Васильович — токар, двічі Кавалер орденів Леніна, Герой соціалістичної праці
13. 2005-10-08 Біла Лідія Денисівна — депутат Бучанської селищної ради
14. 2005-10-08 Забарило Ярослав Сидорович
15. 2005-10-08 Яцук Семен Никонович — депутат Бучанської селищної ради,[3],[4].
16. 2006-10-07 Носаров Анатолій Іванович член ради інвалідів Великої Вітчизняної війни, колишній вчитель, що займається активною громадською роботою з виховання молодого покоління Бучі (2006)[3]
17. 2006-10-07 Сюркель Василь Григорович — начальник станції Буча Південно-Західної залізниці
18. 2007-10-06 Горбань Ніна Іванівна — вчитель української мови ЗОШ № 4
19. 2008-10-04 Яцюк Василь Петрович — голова правління ЗАТ «Меліоратор»
20. 2009-10-03 Ліхтенштейн Григорій Абрамович — колишній директор ТОВ «Бучанський завод скловиробів»
21. 2009-10-03 Пінчук Анатолій Петрович — директор Бучанської дитячої школи мистецтв імені Левка Ревуцького;
22. 2015-09-05 Гаденко Мар'ян Ілліч — народний артист України, композитор, поет, співак, телеведучий, засновник та організатор міжнародних і національних музичних фестивалів та конкурсів «Доля», «Прем'єра пісні», «Соловейко України», «Осіннє рандеву», «Рідна мати моя» та інших, заступник командувача внутрішніх військ МВС України (помер 03.12.2021);
23. Петро Мельник — вчитель Бучанської спеціалізованої загальноосвітньої школи-інтернату (2010)[5];
24. Володимир Поляченко — народний депутат України (2010)[5][6]
25. Патон Борис Євгенович — український науковець, Герой України (2018)[7]
26. Пономарьов Олександр Валерійович — український співак, телеведучий (2018)[7]
27. Білошицький Павло Васильович — український лікар, математик, доктор медичних наук (2021)[8]